# Working girl (Toni Willé)
Working girl is een elpee van Toni Willé uit 1987. Het  is haar tweede album en werd geproduceerd door Pim Koopman en Ton Scherpenzeel; Koopman produceerde in het verleden ook Blue lights (1981) voor haar band Pussycat. Op een single verschenen de nummers Out of reach (1986), Sweet music to my soul (1987) en Falling in and out of love (1987)

## Nummers
| Nummer | naam                       | duur |
| ------ | -------------------------- | ---- |
| A1     | Out of reach               | 4:59 |
| A2     | Sweet music to my soul     | 4:20 |
| A3     | Stay                       | 4:47 |
| A4     | Falling in and out of love | 3:30 |
| A5     | A thousand eyes            | 4:12 |
| B1     | On the border              | 4:07 |
| B2     | It only happens in movies  | 4:40 |
| B3     | Working girl               | 3:41 |
| B4     | Little Italy               | 3:09 |
| B5     | Second avenue              | 4:21 |